# Achaea ebenaui
Achaea ebenaui is een vlinder van de familie van de spinneruilen (Erebidae). De wetenschappelijke naam van deze soort is voor het eerst voorgesteld als Ophisma ebenaui door Max Saalmüller in een publicatie uit 1880.
De soort komt voor op de Comoren en Madagaskar.